# 이선 피노크
이선 루퍼트 피노크(영어: Ethan Rupert Pinock, 1993년 5월 29일 ~ )는 잉글랜드 태생 자메이카의 축구 선수로 현재 잉글랜드 프리미어리그 브렌트퍼드에서 센터백으로 활약하고 있으며 자메이카 국가대표팀의 일원으로도 활동 중이다.
피노크는 덜위치 햄릿과 포리스트 그린 로버스에서 그의 경력을 시작했고, 2019년에 그가 브렌트퍼드로 이적한 반즐리와 함께 잉글리시 풋볼 리그에서 두각을 나타내기 전이다. 피노크는 그의 비리그 경력 동안 잉글랜드 C에 의해 대표로 출전했고, 나중에 자메이카를 대표했다.

## 구단 경력

### 포리스트 그린 로버스
2016년 6월 21일, 피노크는 내셔널리그의 포리스트 그린 로버스와 공개되지 않은 이적료로 2년 계약을 맺었다. 그는 로버스의 2016-17 시즌 내셔널리그 플레이오프 우승 기간 동안 45경기에 출전하여 3골을 넣었고, 로버스는 역사상 처음으로 EFL로 승격했다. 피노크는 2017년 6월에 그 클럽을 떠났다.

### 반즐리
2017년 6월 30일, 피노크는 EFL 챔피언십 클럽 반즐리와 3년 계약을 맺었는데, 이는 "100만 파운드 이상"의 추가 비용과 함께 보도되었다. 그의 전 클럽 덜위치 햄릿은 100,000 파운드를 팔았다. 2017-18 시즌의 전반전 동안 순위가 낮아지면서, 다른 선수들의 부상으로 피노크는 2017년 12월과 2018년 1월 동안 선발 라인업에 진입할 수 있었다. 그는 새해의 레딩과 선덜랜드와의 리그 경기에서 그의 첫 두 골을 득점했다. 피노크는 부상에 영향을 받은 2017-18 시즌을 15경기 출전으로 마쳤고, 리그 원으로의 강등을 겪었다.
피노크는 2018-19 시즌 동안 모든 대회에서 단 2경기를 결장했고 반즐리가 챔피언십으로 자동 승격하는 것을 도왔다. 그는 클럽의 올해의 선수 상을 받았고 PFA와 EFL 리그 원 팀 올해의 선수 선정에 이름을 올렸다. 피노크는 반즐리에서 67경기에 출전해 3골을 넣은 후 2019년 7월 2일 오크웰을 떠났다.

### 브렌트퍼드
2019년 7월 2일, 피노크는 챔피언십 클럽 브렌트퍼드와 3년 계약을 맺었고, 300만 파운드로 보고되었다. 그는 줄리앙 장비에르를 대체했고, 2019년 11월 폰투스 얀손과 함께 팀에 합류했고, 2020년 6월과 7월 시즌이 재개된 후 그의 활약으로 PFA 팬들의 이달의 선수상 후보에 올랐다. 피노크는 2019-20 시즌 동안 40경기에 출전해 2골을 넣었고, 이는 2020년 챔피언십 플레이오프 결승전에서 패배로 끝이 났다.
리그 경기에서 항상 존재하는 선수로 2020-21 시즌을 시작한 피노크는 2020년 11월 10일에 새로운 5년 계약에 서명했다. 그는 2021년 챔피언십 플레이오프 결승전에서 승리한 후 프리미어리그로 승격한 2020-21 시즌에 48경기에 출전하여 2골을 넣었다. 시즌 동안의 리그 활약을 인정받아 피노크는 2020-21 PFA 챔피언십 올해의 팀에 선정되었다.

## 국가대표팀 경력
2016년 10월, 피노크는 잉글랜드 C 국가대표팀에 소집되었고, 2016년 11월 에스토니아 U-23을 상대로 2-1 승리를 거두며 자신의 유일한 국가대표팀 경기에 출전했다. 2021년 3월, 피노크는 미국과의 친선 경기를 위해 자메이카 국가대표팀에 처음으로 소집된 6명의 잉글랜드 태생 선수 중 한 명이었다. 그는 4-1 패배의 첫 경기 64분을 소화했다. 2021년 6월, 피노크는 자메이카의 2021년 CONCACAF 골드컵 잠정 선수단에 이름을 올렸지만 최종 선발전에는 이름이 없었다. 피노크는 자메이카의 2023년 CONCACAF 골드컵 선수단에 이름을 올렸지만, 토너먼트에는 출전하지 않았다.